# Chambre des comptes de Bar-le-Duc

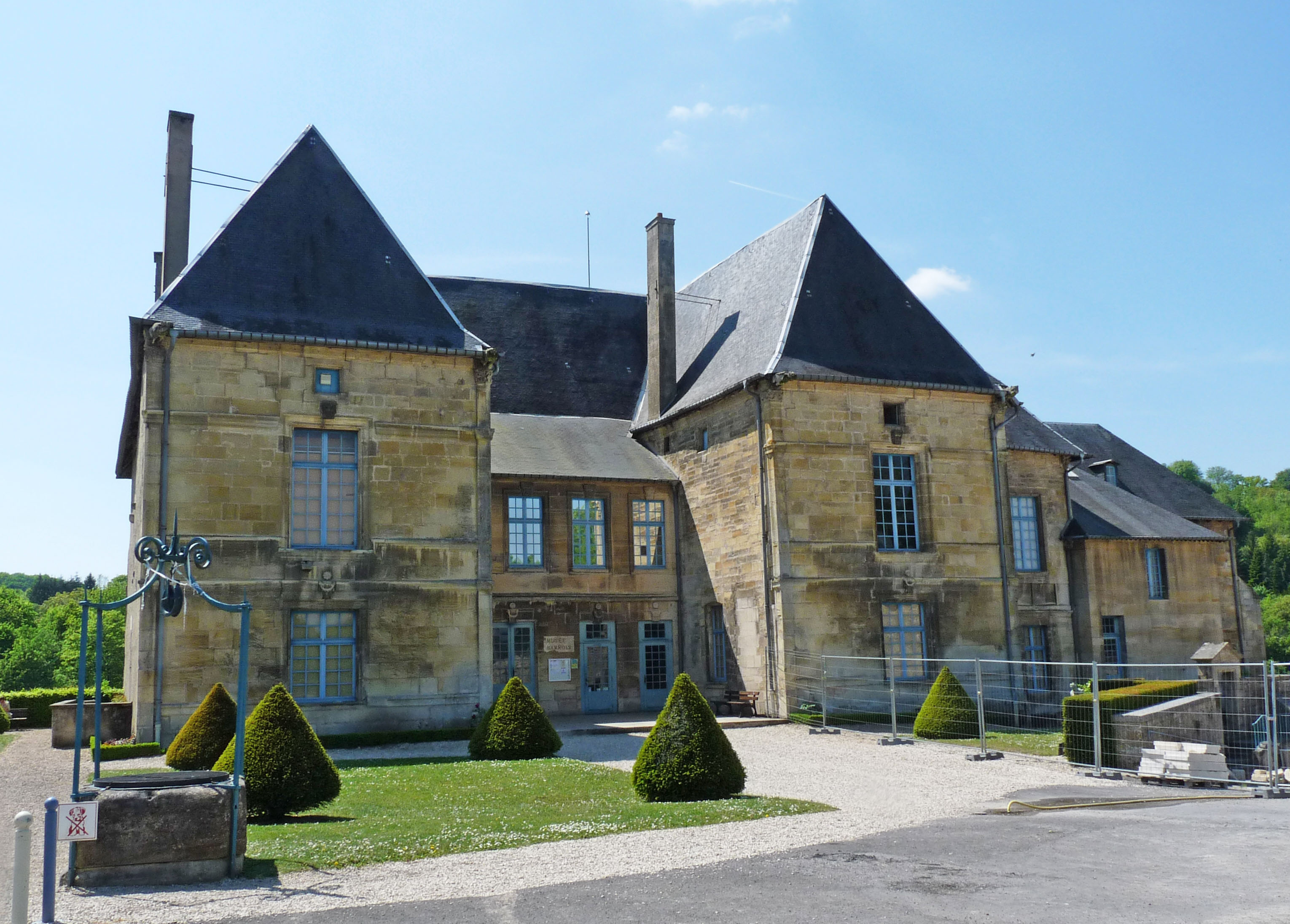
Bâtiment de la Chambre des comptes de Bar-le-Duc

La Chambre des comptes de Bar était, sous l'Ancien Régime, une cour princière spécialisée dans les affaires de finance du comté puis du duché de Bar en 1354. Le duché de Bar comprend le Barrois mouvant, vassal du royaume de France depuis le traité de Bruges, le 4 juin 1301, et le Barrois non mouvant, terre d'Empire, comme le duché de Lorraine. La seconde diète de Nuremberg, en 1524, a accordé une souveraineté autonome et indépendante aux duchés de Lorraine et de Bar qui ont le même duc depuis 1431.

## Historique
Les documents comptables du comté de Bar les plus anciens conservés datent de 1292/1293. C'est un memorandum des comptes rendus par les prévôts et cellériers du comté au receveur du comte. On trouve une mention d'auditions des comptes rendus par le prévôt de Varennes-en-Argonne, en mars 1318, de Conflans-sur-Lanterne, en 1322, de Mousson, en juillet 1322. C'est autour de 1320 que les prévôts et receveurs prennent l'habitude de noter les comptes de leurs recettes et de leurs dépenses. Des officiers chargés de l'audition des comptes sont mentionnés en 1337. 
Le Chambre des comptes contrôle les comptes du Barrois mouvant et non mouvant. Jusque dans les années 1330, la Chambre des comptes se déplace pour faire le contrôle des comptes. À partir de ces années, le personnel de la Chambre des comptes est fixé à Bar-le-Duc, mais il y a encore des auditions des comptes dans d'autres villes du comté.
En 1354 l'empereur germanique Charles IV de Luxembourg, « roi des Romains », a érige le comté de Bar en duché. Le comte Robert Ier, âgé de 13 ans, devint ainsi le premier duc de Bar. Par son mariage avec Marie de France en 1364, il devient le gendre du roi de France Jean II le Bon.
La mise en place d'une Chambre des comptes va se mettre en place progressivement. On ne connaît pas sa date de fondation, mais la première mention de son existence date du 13 mai 1372, quand elle auditionne le compte du cellérier de Bar-le-Duc. C'est probablement autour de 1370 qu'elle a été créée, probablement à la suite des dysfonctionnements constatés au rendu des comptes d'Étain et de Longwy contrôlés en 1367 et 1368. Cette création est probablement aussi liée à sa dépendance de la monarchie française et à l'apparition des impôts extraordinaires. L'administration du comté et le comte désigne les gens des comptes comme « députés à ouïr nos comptes ».
Les duchés de Lorraine et de Bar sont réunis en 1430-1431 avec René d'Anjou et son épouse Isabelle Ire de Lorraine.
Après Charles III de Lorraine qui soutient la Sainte Ligue contre Henri IV et Henri II de Lorraine, le duché passe à la famille de Vaudémont avec Charles IV de Lorraine. Louis XII qui s'oppose à la prise de pouvoir des Vaudémont sur le duché de Bar dont il est suzerain envahit les duchés de Lorraine et de Bar en 1632. Charles IV doit abdiquer en 1634. Les officiers de la Chambre des comptes ont été dispersés. Charles IV, de nouveau duc de Lorraine, a retrouvé son duché après le traité de Vincennes, en 1661. Il rend un édit le 26 mars 1661 indiquant que « pour ce qui est des terres du duché de Bar & pays de Barrois non mouvant, les comptes des receveurs seront examinés, clos & arrêtés par la Chambre résidente à Bar ; et que cette Chambre sera composée d'un président, quatre auditeurs, un greffier & un huissier commis par provision jusqu'à ce qu'il en ait été autrement ordonné avec même pouvoir & autorité que la Chambre des comptes de Lorraine ». Charles IV ayant refusé de licencier son armée, Louis XIV a fait envahir à nouveau les duchés au cours de l'été 1670 et Charles IV a dû à nouveau s'enfuir. 
La chambre des comptes du duché de Bar est supprimée en 1670. Le duc de Lorraine Léopold Ier de Lorraine n'a pu retrouver son duché qu'après le traité de Ryswick. La Chambre des comptes de Bar a été rétablie en 1698 comme Chambre du conseil et des comptes du duché de Bar. Elle a dû se défendre contre les chicanes du parlement de Paris et les intrigues de la Chambre des comptes de Lorraine. Son existence est remise en cause à chaque changement politique. 
La Chambre des comptes de Bar enregistre le 8 février 1737 la prise de possession du duché de Bar par les commissaires du roi Stanislas de Pologne, duc de Lorraine.
L’apaisement ne  viendra qu’en 1766 après la mort de Stanislas, duc de Lorraine et de Bar, et le rattachement à la France.
Le 7 septembre 1790 l'Assemblée constituante a arrêté le principe de la suppression des chambres des comptes. Le décret du 22 décembre 1790 décide que « toute présentation de comptes aux chambres des comptes cessera de ce jour ». La loi rendant effective cette décision est prise le 5 janvier 1791.

## Composition de la Chambre des comptes du duché de Bar
Il n'y a de parquet attaché à la Chambre des comptes que depuis le retour du duc Léopold Ier dans ses états, en 1697.

### Présidents
Il ne semble pas qu'il y ait eu de président avant le début du XVe siècle.
- Jean de Lareaulté, reçu conseiller en 1425, président vers 1438, mort en 1446 ;
- Jean Ouriet, reçu en 1447 ;
- Jeannot Merlin, reçu en 1450 ;
- Nicolas Merlin, fils du précédent, reçu en 1469 ;
- Jean de Lambasle, grand-archidiacre de l'évêché de Toul, reçu en 1476 ;
- Louis Merlin, frère de Nicolas, reçu en 1478 et se retire au monastère de Clairvaux en 1521 ;
- Alexandre Guyot, seigneur de l'Isle-en-Rigaud, reçu en 1521, mort en 1532 ;
- Maxe Cousin, reçu en 1532 ;
- René Boudet, seigneur de Messigny-le-Grand et de Bazaincourt, reçu le 4 novembre 1544, mort en 1571 ;
- Jean Merlin, bailli d'Aspremont, reçu en 1571, mort en 1595 ;
- Jean Vincent, baron d'Autry, seigneur de Genicourt et d'Oncourt, reçu en 1596, mort le 7 mars 1609 ;
- Nicolas de Gleysenove, seigneur de Marainville, Mazelay, reçu le 12 mai 1609, mort 21 juin 1618 ;
- Jean d'Avrillot, reçu le 12 juillet 1618, mort le 15 décembre 1620 ;
- Jean de Maillet[3], seigneur de Villot, reçu le 4 janvier 1621, mort le 21 décembre 1634 ;
- Gaspard de Beurges, seigneur de Ville-sur-Saulx, Merval, gendre du précédent, reçu en 1635, mort le 10 juillet 1653 ;
- Alexandre de Beurges, fils du précédent, reçu le 7 mai 1661, mort le 14 décembre 1688 ;

La Chambre des comptes se réunit à nouveau le 22 février 1698 :
- Charles d'Alençon, baron de Bauffremont, seigneur de Ville-sur-Saulx, reçu en 1698, mort le 11 juin 1732 ;
- Antoine-Nicolas, baron de Rouyn, seigneur de Vassincourt, Fleuri-en-Argonne, reçu en août 1732, mort le 11 mars 1748 ;
- Alexandre Mousin de Romecourt, baron d'Hissoncourt, reçu le 16 juin 1749 ;
- M. de la Morre de Savonnières, seigneur de Savonnières-devant-Bar, en 1764 ;
- M. Cachedenier de Varsimond, en 1771 ;
- M. de la Morre de Savonnières, reprend les fonctions en 1774 jusqu'à la suppression de la Chambre des comptes en 1790.